# Isaac Babbitt
Isaac Babbitt ( * 26 de julio de 1799 - 26 de mayo de 1862) fue un inventor estadounidense. Orfebre de oficio, estudió las aleaciones, principalmente el metal Britannia, y fue el primero en fabricarlo en Estados Unidos. 
Trabajó posteriormente en las fundiciones de Alger, en Boston, y en 1839 dio a conocer la aleación que lleva su nombre, que tuvo gran aceptación. El metal Babbitt es una aleación que se emplea para disminuir la fricción de los cojinetes. Está formado por estaño, antimonio y cobre.
- Datos: Q2386122
- Multimedia: Isaac Babbitt / Q2386122